# Fågelsångsdalens naturreservat
Fågelsångsdalen är ett naturreservat tillika ett Natura 2000-område i Södra Sandby och Hardeberga socknar i Lunds kommun i Skåne. Det är beläget väster om Södra Sandby. Det inrättades 1963 och förvaltas av Lunds kommun. Det kan nås via Hardebergaspåret och är tack vare sitt tätortsnära läge ett viktigt friluftsområde.

## Beskrivning
Reservatet täcker en yta på 13 ha, varav ca 6,9 ha utgörs av betesmark och 5,5 av lövskog som domineras av ädellövträd som alm, lind och lönn. I floran märks även klibbal som växer utmed bäckarna och ett flertal buskarter som skogstry, hassel och benved. Sularpsbäcken, som rinner genom reservatet, är den enda platsen i Sverige med förekomst av bäckfräne.
Fågelsångsdalen är känd som en värdefull fågelmiljö och häckfågelinventeringar har genomförts i området sedan 1952. Här häckar bland annat lövsångare, näktergal, svarthätta och kärrsångare.
Inom reservatets område ligger en av Sveriges två GSSP-punkter, som markerar gränsen mellan mellersta och yngre ordovicium, samt starten för tidsåldern sandby, som fått sitt namn efter Södra Sandby.
Fågelsångsdalen beskrivs som en smal ravindal. Cyklister och fotgängare kan ta sig till den genom att följa Hardebergaspåret i närheten av Södra Sandby. Hardebergaspåret är en cykelväg mellan Lund och Södra Sandby. Bilister kan ta sig dit via infarten från Möllevägen. Det finns även bussförbindelser via den lokala kollektivtrafiken (Skånetrafiken).
Området består av en vattenfylld, ravinartad dalgång med betesmark, och i synnerhet menas här den betesmark som finns i den sydvästra delen av reservatet. Reservatet kan vara geggigt att gå i, så det är bra att ha rätt skor och kläder vid en exkursion.
Reservatet är ett populärt resemål för förskoleklasser och inte bara för geologer.

## Historia
Bäckarna i Fågelsångsdalen, däribland Sularpsbäcken, skär genom skifferlager som bildades under ordovicium för ungefär 450 miljoner år sedan. Fossil har hittats från bland annat trilobiter i kalkstenen.
Tegelstensbränning har förekommit nära kalkutbrytningen under 1400- och 1500-talet. I skifteshandlingar från runt år 1800 kan det läsas att större delen av dalgången var ängsmark, förutom några mindre åkertegar. En teg är markområdet mellan två slutfåror som uppstår i samband med tegplöjning. Under 1900-talet har marken delats upp i betesmark och igenväxande ädellövskog. Mer om områdets geologi kan studeras i skriften "Geologiska sevärdheter i Skåne II" av Leif Carserud.

## Fauna
Vanlig groda leker i Fågelsångsdalen. Både öring och elritsa lever i Fågelsångsbäcken, som dessutom är intressant från ett geologiskt perspektiv.